# Catherine Day
Catherine Day (Dublin, 16 juni 1954) is een Europees ambtenaar. Bij het aantreden van de commissie-Barroso I in 2005 werd ze secretaris-generaal van de Europese Commissie.

## Europa
Day studeerde economie aan het University College Dublin om in 1974 aan de slag te gaan bij de Investment Bank of Ireland. Van 1975 tot 1979 was zij actief bij de Irish Business and Employers Confederation en kwam zo in contact met het Europees beleid.
In 1979 trad Day in dienst bij de Europese Commissie en vervulde functies in de kabinetten van Richard Burke, Peter Sutherland en Leon Brittan. Zij was nadien opeenvolgend directeur-generaal bij buitenlandse betrekkingen en milieu.